# Sergei Wladimirowitsch Iwanow (Mathematiker)
Sergei Wladimirowitsch Iwanow, russisch Сергей Владимирович Иванов, (* 31. Mai 1972) ist ein russischer Mathematiker.
1987 bis 1989 erhielt er die Goldmedaille auf der Internationalen Mathematikolympiade. Er studierte in Sankt Petersburg, wo er bei Juri Dmitrijewitsch Burago promoviert wurde, und arbeitet dort am Steklow-Institut. 2009 wurde er dort habilitiert (russischer Doktorgrad).
2014 erhielt er mit Juri Dmitrijewitsch Burago und Dmitri Jurjewitsch Burago den Leroy P. Steele Prize für ihr Buch A course in metric geometry (American Mathematical Society 2001).
Neben Differentialgeometrie befasst er sich auch mit Informatik.
Er war Invited Speaker auf dem Internationalen Mathematikerkongress 2010 in Hyderabad (Volume comparison via boundary distances). Er ist seit 2011 korrespondierendes Mitglied der Russischen Akademie der Wissenschaften.
Seit 2020 ist er Dekan der Fakultät für Mathematik und Computerwissenschaft der Staatlichen Universität Sankt Petersburg.